# Biquette
Бикетт (Biquette, с фр. — «козочка»), также известная как коза-грайндкорщица (англ. The Grindcore Goat), ок. 2003 — декабрь 2013) — коза, чьи фотографии, сделанные во время металлических концертов (в качестве одного из зрителей), стали вирусными в Интернете.

## История
По словам смотрителя на коммунальной ферме Мориак, первые пять лет (вероятно, около 2003—2008 гг.) коза провела на молочной ферме, а затем была передана на ферму Мориак, поскольку «это было дешевле, чем на бойню». Популярность к Бикетт пришла в начале 2012 года, когда появились фотографии и записи концерта группы Wormrot на ферме Мориак, на которых Бикетт была в первых рядах. BuzzFeed окрестил Бикетт «панк-рок-козой», а Metal Insider назвал её фото «одним из лучших изображений в метале». По словам менеджера Wormrot, Бикетт была очень ручной и следовала за группой «как собака». Смотрительница Бикетт по имени Фло сказала в интервью, что коза любила концерты и другие мероприятия, и предположила, что ей нравились вибрации деревянного пола, вызванные живой музыкой. Она также добавила, что Бикетт любила воровать сигареты, окурки и остатки алкоголя. 9 декабря 2013 г. на фан-странице Бикетт в Facebook появилось сообщение о том, что коза умерла. В январе 2014 г. Фло уточнила, что причина смерти — «большая загадка», и добавила, что учитывая среднюю продолжительность жизни дойной козы в 20 лет, Бикетт «быстро сгорела» за 10 лет своей жизни.